# Utva-75
Utva-75 je avion dvosjed, s klipnim motorom, kojeg je proizvela Fabrika aviona iz Pančeva (bivša SFRJ, danas Srbija). Avion služi za početnu obuku vojnih pilota u Hrvatskom ratnom zrakoplovstvu i Srpskom ratnom zrakoplovstvu, ali i kao športski avion u civilnom zrakoplovstvu u državama bivše SFRJ.

## Razvoj
Prvi let prototipa bio je 1976. godine nakon čega je napravljen još jedan prototip aviona s drugačijim (udubljenim) načinom zakivanja. Kako preinaka na drugom prototipu nije dala željena aerodinamička poboljšanja, serijska proizvodnja nastavljena je prema prvom prototipu. 1986. godine prvi let je imala inačica Utva-75A s četiri sjedišta. S ovom inačicom pokušalo se ući na zapadno tržište ali radi visokih standarda (npr. razina buke) pokušaj je propao. 
Izgrađeno je oko 140 aviona. Nakon raspada Jugoslavije avioni su nastavili letjeti u zrakoplovstvima nastalih država. Utva-75 svoju ulogu imala je i u Hrvatskom ratnom zrakoplovstvu tijekom Domovinskog rata. Najpoznatiji napad Utvom-75 u Domovinskom ratu je bio napad na radioodašiljač pomoću dvije rakete Osa. Unatoč tomu što je primila veći broj pogodaka iz neprijateljskog pješačkog oružja, Utva se uspješno vratila sa svojim pilotima.

## Naoružanje
Utva-75 ima dvije podkrilne točke na koje se mogu montirati bombe (po jedna na svaku), transportni kontejneri nosivosti 100 kg, lanseri za po dvije rakete i strojnice.  
 Srbija – trenutno raspolaže s 12 – 15 Utva-75.
 Crna Gora – raspolaže s tri Utve-75.
 Bosna i Hercegovina – raspolaže s dvije Utve-75.
 Sudan – Sudan – raspolaže sa šest zrakoplova Utva-75 (isporučeni 2009. godine)

### Bivši korisnici
Jugoslavija – je raspolagala s 140 letjelica, naslijedile su ih novonastale države.
 SR Jugoslavija – je upravljala s 20 Utva-75 koje su prešle u ruke Srbije i Crne Gore.
 Hrvatska – je povukla 11 Utva-75 2007. a zamijenili su ih Zlinovi.
 Slovenija – je podijelila 12 zrakoplova aero klubovima. Naslijedili su ih Zlinovi.

## Tehničke karakteristike
Osnovne karakteristike
- posada: 2
- dužina: 7,11 m
- raspon krila: 9,73 m
- površina krila: 14,63 m2
- visina: 3,15 m

Letne karakteristike
- najveća brzina: 215 km/h
- ekonomska brzina: 175 km/h
- dolet: 800 km
- brzina penjanja: 240 m/min
- najveća visina leta: 4.000
- motor: 1× Lycoming IO-360-B1F 4 klipni motor

## Ostale inačice
- UTVA-75A21
- UTVA-75A41

## Vanjske povezice
- Slike UTVA-75  Arhivirana inačica izvorne stranice od 8. veljače 2008. (Wayback Machine)
- UTVA-75  Arhivirana inačica izvorne stranice od 23. rujna 2013. (Wayback Machine)